# Оверат
Оверат (нем. Overath) — город в Германии, в земле Северный Рейн-Вестфалия.
Подчинён административному округу Кёльн. Входит в состав района Рейниш-Бергиш.  Население составляет 26 990 человек (на 31 декабря 2010 года). Занимает площадь 68,8 км². Официальный код  —  05 3 78 024.
Город подразделяется на 7 городских районов.

## Фотографии

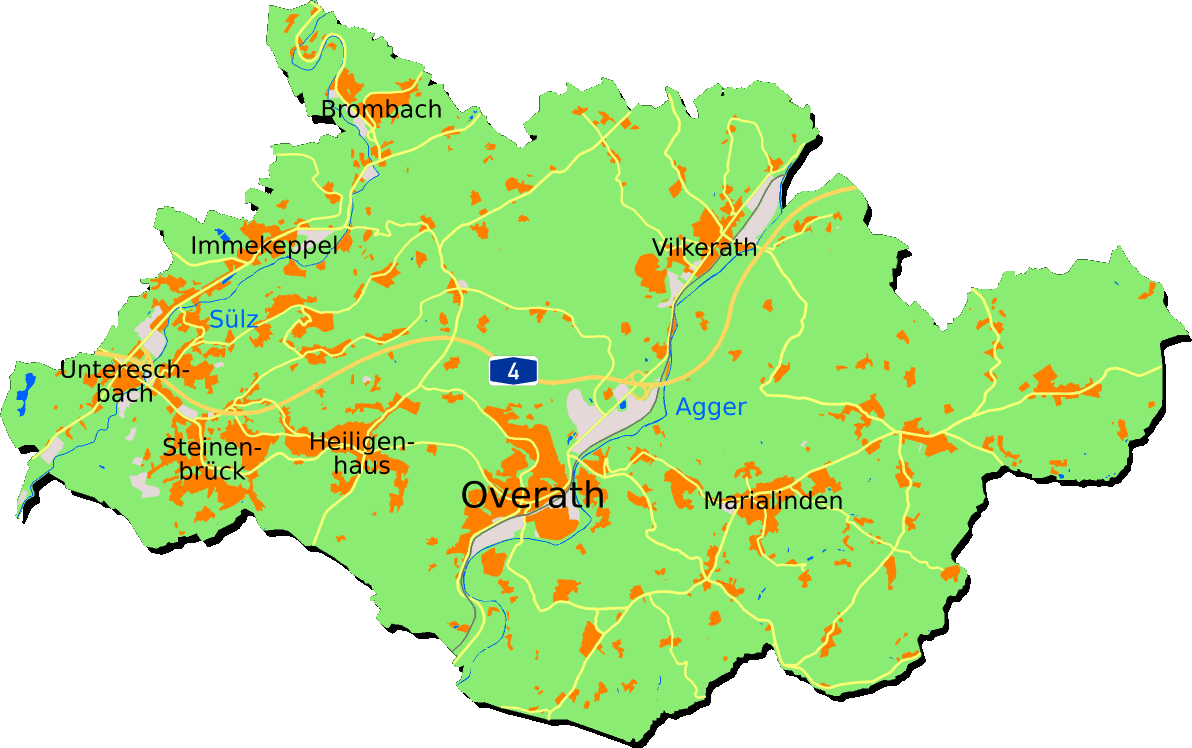
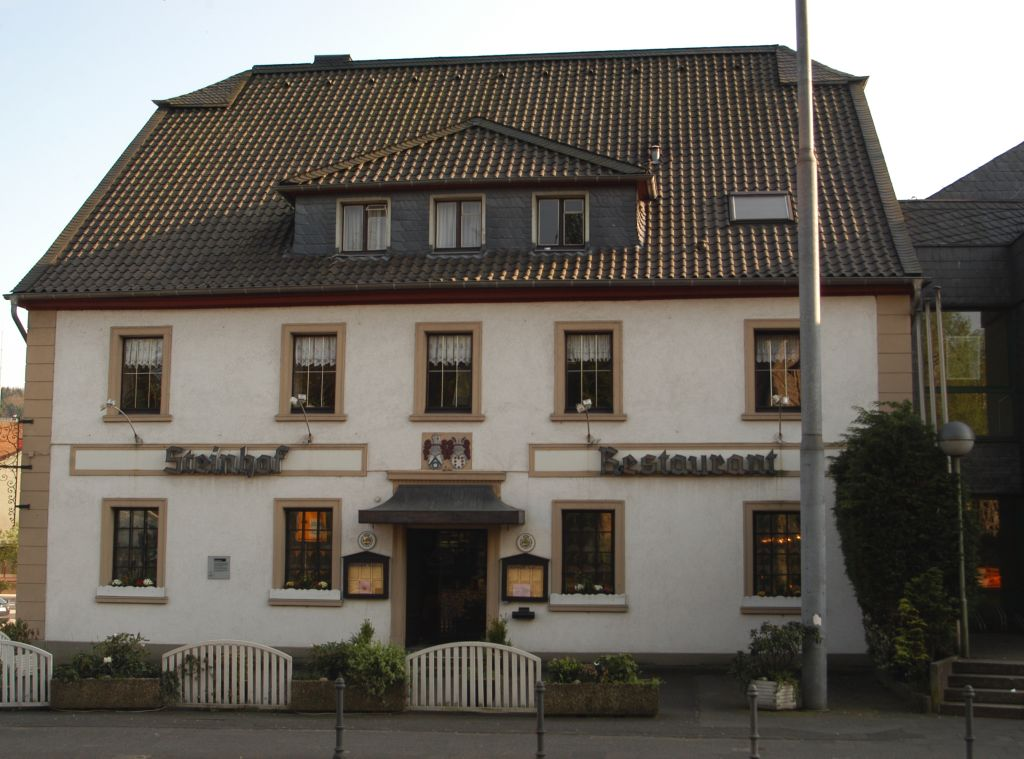
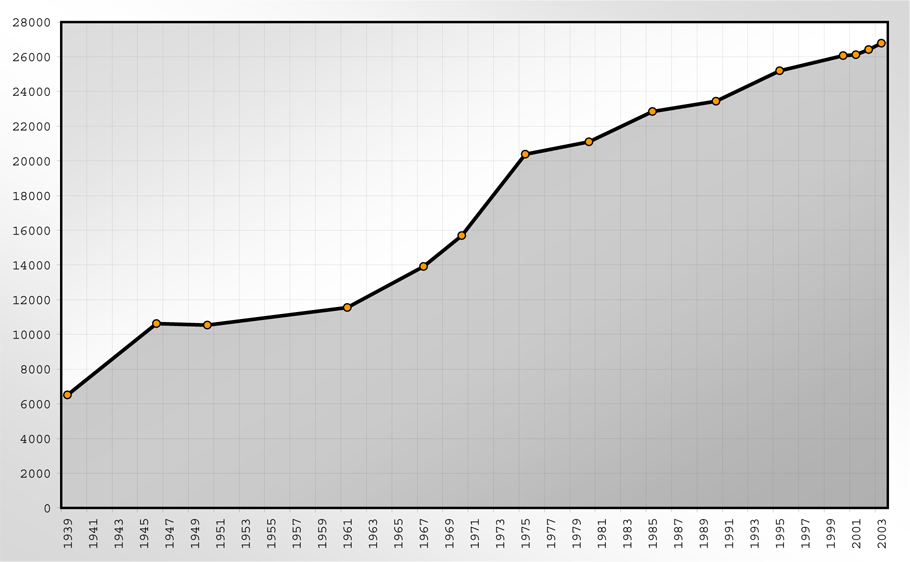
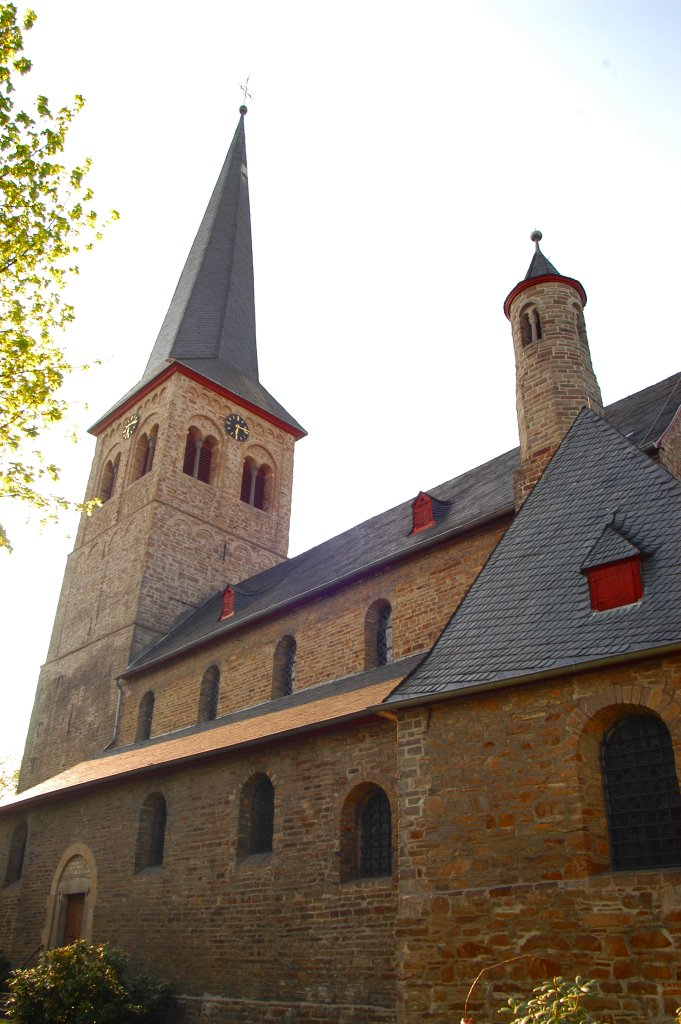
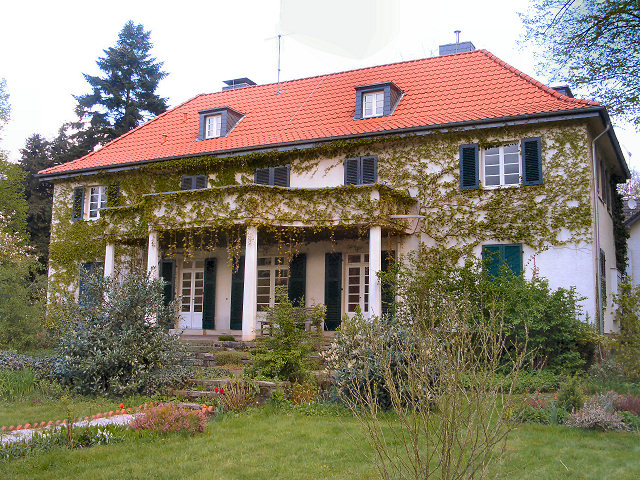